# Muhambal (poddystrykt)
Muhambal – jedna z 3 jednostek administracyjnych trzeciego rzędu (nahijja) dystryktu Ariha w muhafazie Idlib w Syrii.
W 2004 roku poddystrykt zamieszkiwało 27 098 osób.